# Oryza barthii
Oryza barthii je jednogodišnja biljka iz roda riže, Izvorno područje ove vrste je tropska Afrika do Bocvane i raste uglavnom u sezonski suhom tropskom biomu.

## Osnovne informacije
Oryza barthii jednogodišnja je trava s uspravnim do poluuspravnim listovima koji stvaraju novo korijenje u nižim čvorovima; može narasti 60 - 150 cm. Budući da su izvor otpornosti ili tolerancije na biotičke i abiotičke stresove, najvažnija upotreba raznih vrsta divlje riže vjerojatno je u programima uzgoja za poboljšanje vrsta kultivirane riže (Oryza sativa, O. glaberrima). Jestivo sjeme ove vrste ponekad se bere iz divljine za lokalnu upotrebu. Ne uzgaja se; zapravo, ona ima vrlo ograničenu upotrebu zbog poteškoća u žetvi. Međutim, prodaje se po vrlo visokoj cijeni i smatra se proizvodom neobično odabrane kvalitete.

## Raspon
Tropska Afrika - Mauritanija istočno do Etiopije i južno do Bocvane i Zimbabvea.

## Stanište
Raste u plitkoj vodi u jezercima, močvarama, rižinim poljima i drugim sličnim staništima, često tvoreći čiste dominantne sastojine, ali obično raštrkane s drugim vodenim travama. Nalazi se na visinama do 1500 metara.

## Pojedinosti o uzgoju
Zahtijeva otvoreni, sunčani položaj.  Uspjeva u dubokoj vodi, ali najbolje raste u plitkoj vodi. Biljka se često smatra korovom unutar svog izvornog područja, gdje se često nalazi kako raste među drugom rižom

## Upotreba
Sjeme, kuhano, ima dobar okus. Više se smatra hranom za krizna vremena, iako se često bere ako se pronađe da raste samoniklo u dovoljnim količinama
Metlica je kratka; a zrelo zrno koje je sitno vrlo lako ispada iz ljuske. Zbog toga je nemoguće rezati klasove za vršidbu, a da se ne izgubi veći dio zrna. Kako bi izbjegli ovu poteškoću, lokalni ljudi, u onim regijama gdje je biljka uobičajena, veslaju među zrelim žitaricama u svojim kanuima, tresući metlice iznad malog kalabasa ili košara koju drže u jednoj ruci. Najveći dio riže padne u koš i sačuva se. Ako je kasno u sezoni, zrelo će zrno plutati na površini vode.